# (170026) 2002 VV2
(170026) 2002 VV2 (2002 VV2, 2004 EU2) — астероїд головного поясу, відкритий 4 листопада 2002 року.
Тіссеранів параметр щодо Юпітера — 3,274.